# Wild Horses (film, 1998)
Pour les articles homonymes, voir Wild Horse.
Wild Horses est un film américain écrit et réalisé par Soleil Moon Frye et Meeno Peluce (en) sorti en 1998.

## Fiche technique
- Réalisation et scénario : Soleil Moon Frye et Meeno Peluce (en)
- Assistant réalisation : Dupree Dial
- Décors : Joe Lemmon
- Photographie : Tom Richmond
- Maquillage : Fleur Morell
- Montage : Richard B. Molina et Raoul Rosenberg
- Production : Jason Goldberg, Elan Sassoon et Darren Paskal
- Pays d'origine :  États-Unis
- Langue originale : anglais

## Distribution
- Scott Caan :
- James Duval : Jimmy
- Soleil Moon Frye :
- Danny Masterson : Danny
- Heather McComb : Autumn
- Justin Pierce : Rookie
- Marissa Ribisi : Dakota